# مايك جنكينز
مايك جنكينز (بالإنجليزية: Mike Jenkins)‏ (و. 1985  م) هو لاعب كرة قدم أمريكية، من الولايات المتحدة، ولد في نوينبورغ آم راين، يلعب كظهير خلفي ‏.

## التعليم
تعلم في ثانوية ساوث إيست ‏.

## روابط خارجية
- مايك جنكينز على موقع مرجع كرة القدم المحترفة.كوم (الإنجليزية)